# The Beautiful Struggle
The Beautiful Struggle è il secondo album in studio da solista del rapper statunitense Talib Kweli, pubblicato nel 2004.

## Tracce
1. Going Hard (feat. Res) – 3:50
2. Back Up Offa Me – 3:38
3. Broken Glass – 3:11
4. We Know (feat. Faith Evans) – 3:43
5. A Game – 3:36
6. I Try (feat. Mary J. Blige) – 4:25
7. Around My Way (feat. John Legend) – 4:48
8. We Got the Beat (feat. Res) – 3:20
9. Work It Out – 4:20
10. Ghetto Show (feat. Anthony Hamilton & Common) – 4:47
11. Black Girl Pain (feat. Jean Grae) – 5:04
12. Never Been in Love – 5:01
13. Beautiful Struggle – 4:00

## Classifiche
| Classifica (2004)           | Posizione raggiunta |
| --------------------------- | ------------------- |
| Stati Uniti (Billboard 200) | 14                  |